# Бир Акен
Мостът „Бир Акен“ (на френски: Pont de Bir-Hakeim) е дъгов мост, пресичащ река Сена в Париж, Франция.
Мостът е на 2 нива с пътно и пешеходно движение на долното и линия на Парижкото метро на горното ниво. Конструкцията е стоманена с обща дължина 237 m и 6 отвора, най-големият от които е 54 m.
Построен е през 1903-1905 година и заменя по-ранен мост, завършен през 1878 година. Името на моста е в памет на битката при Бир Хакейм по време на Втората световна война.